# Víctor Flores Olea
Víctor Flores Olea (Toluca, Estado de México, 24 de agosto de 1932-Acapulco, Guerrero, 22 de noviembre de 2020) fue un profesor universitario, ensayista, narrador, autor de libros en materia política e internacional, diplomático y fotógrafo mexicano.

## Estudios académicos
Estudió Derecho en la Universidad Nacional Autónoma de México (UNAM) y realizó estudios de posgrado en las universidades de Roma y París. Fue representante y consejero jurídico de políticos mexicanos de alto nivel.

## Desempeño profesional
Ha sido profesor de la Facultad de Ciencias Políticas y Sociales de la UNAM, en la que fue director (1970-1975). Fue embajador en la Unión Soviética (1975-1976); subsecretario de Cultura en la Secretaría de Educación Pública (1977-1978); vicepresidente de la Comisión de los Estados Unidos Mexicanos para la Unesco (1977); representante de México ante la UNESCO (1978-1982); subsecretario para Asuntos Multilaterales de la Secretaría de Relaciones Exteriores (1982 -1988); primer presidente del Consejo Nacional para la Cultura y las Artes (CONACULTA) (1988-1992) y representante de México ante la ONU (1994).
Sus fotografías se han exhibido en diversas ciudades de América y Europa. En los años cincuenta fue codirector de la Revista "Medio Siglo", de la Facultad de Derecho, y después de la revista "El Espectador", al lado de mexicanos distinguidos como Luis Villoro, Carlos Fuentes, Enrique González Pedrero, Francisco López Cámara, Jaime García Terrés y Porfirio Muñoz Ledo
Desde la década de los sesenta ha sido articulista, prácticamente sin interrupción, en las revistas Política, Siempre, y en los periódicos Excélsior, El Universal y La Jornada. Actualmente es investigador en el Centro de Investigaciones Interdisciplinarias en Ciencias y Humanidades de la UNAM, conferenciante en la Facultad de Ciencias Políticas y Sociales y articulista en el periódico La Jornada.
A su paso por la Facultad de Ciencias Políticas y Sociales, como profesor y Director de la misma, inició una apertura teórica internacional convocando a figuras intelectuales de la época con el objeto de discutir los problemas más importantes de ese tiempo; Herbert Marcuse, Lucien Goldman, André Gorz, Lucio Colletti, C. Wright Mills, Serge Mallet, Umberto Cerroni, Erich Fromm, Jean Whal, Laszek Kolakowski, Maurice Duverger, Karel Kosik, Ralph Milliband, Eric Hobsbawm, Rossana Rosanda, K.S. Karol, István Metzaros y muchos otros estuvieron presentes en las aulas de la Facultad de Ciencias Políticas y Sociales de la UNAM en los tiempos de la Dirección de Flores Olea o de su coordinación de las actividades internacionales de la misma.
Varios estudiantes de la época, hoy profesores, sostienen que tales presencias hicieron que la FCPyS se convirtiera en un foro de discusión internacional e intelectualmente contemporánea de lo más avanzado del mundo en esas materias. Víctor Flores Olea fue fundador del Consejo Nacional para la Cultura y las Artes (CONACULTA), y es señalado como uno de los internacionalistas que siguieron con mayor compromiso y acción los ejes esenciales de la tradición política mexicana de la no intervención y del respeto a la soberanía de los Estados. Llama la atención que al lado de estas abundantes actividades de dirección política, académica y cultural haya desarrollado una importante obra en el campo de la literatura y la fotografía.
En dos de sus obras últimas (Crisis de la Globalidad, FCE, 1998; Crisis de las Utopías, Anthropos, 2010), Flores Olea plantea críticamente aspectos de la globalidad actual (su economía, su política, su cultura homogeneizadora y degradante) y sobre todo la crisis que parece irreversible, del capitalismo por un lado y del “socialismo realmente existente” por el otro; y la manera en que, no obstante esos fracasos, la humanidad sigue sosteniendo la necesidad de la utopía y el principio de esperanza, como aspectos irrenunciables de la condición humana.

## Fallecimiento
Murió en la ciudad de Acapulco, Guerrero, el domingo 22 de noviembre de 2020.

## Obra publicada

### Cuento
- El Registro de los sueños, Diana, 1990.

### Ensayo
- Ensayo sobre la soberanía del Estado (tesis de licenciatura), UNAM, México, 1969.
- Marxismo y democracia socialista, UNAM, México, 1969.
- Sobre la sociedad industrial contemporánea, FCE, 1969.
- Política y dialéctica: Introducción a una metodología de las ciencias sociales, UNAM, 1983.
- Reflejos y reflexiones, Departamento Editorial del Estado de México, 1987.
- México entre las naciones, Cal y Arena, 1993.
- Relación de Contadora, FCE, 1992.
- Rostros en movimiento, Cal y Arena, 1993.
- La Espiral sin Fin, Joaquín Mortiz, México, 1995.
- Internet y la Revolución Cibernética, con Rosa Elena Gaspar de Alba, Ed. Océano, México, 1997
- Entre la Idea y la Mirada (¿Qué democracia para México?), Grijalbo, México, 1997.
- Crítica de la Globalidad (con Abelardo Mariña), FCE. México, 1998.
- Tiempos de Abandono y Esperanza, Siglo XXI, México, 2004.
- La Crisis de las Utopías, Anthropos, 2010.

### Novela
- Tiempos de Olvido, México, Diana, 1992.
- Memoria en Llamas, Alfaguara, México, 1995.
- Tres Historias de Mujer, FCE, México, 1998.

### Fotografía
- Los encuentros, FCE, México, 1984.
- Huellas de sol, CNCA/Grijalbo, Cámera lúcida, México, 1991.
- Los Ojos de la Luna, Ed. Porrúa, México, 1994.
- Nueva York sobre Nueva York, UNAM, México, 2003.
- Retrato de Familia, Ed. Porrúa, México, 2004.
- Nuevo Tiempo de Arena, CNCA, México, 2009.
- Variaciones (próximo a publicarse)